# Озерки (Киквидзенский район)
Озерки — хутор в Киквидзенском районе Волгоградской области России, административный центр Озеркинского сельского поселения. Население — 1319 (2013)

## История
Хутор основан в начале XX века как посёлок Озерского товарищества. Посёлок относился к Хопёрскому округу Области Войска Донского. Согласно алфавитному списку населённых мест Области Войска Донского 1915 года земельный надел посёлка составлял 200 десятин, здесь проживало 75 мужчин и 59 женщины.
С 1928 года хутор в составе Еланского района Камышинского округа (упразднён в 1930 году) Нижне-Волжского края (с 1934 года — Сталинградский край). До 1928 года хутор относился к Соленовскому сельсовету, в 1930 году передан в Мачушанский сельсовет. В 1935 году в составе Мачешанского сельсовета включён в Мачешанский район. В 1959 году Мачешанский район был упразднён, территория включена в состав Киквидзенского района. Решением исполкома Волгоградского облсовета народных депутатов от 24 октября 1979 года № 26/787 «Об изменении в административно-территориальном делении Руднянского и Киквидзенского районов» в Киквидзенском районе был образован Озеркинский сельсовет с центром в хуторе Озерки. В состав сельсовета были включены хутор Озерки, исключенный из состава Мачешанского сельсовета, село Семёновка и хутор Гордеевка, выведенные из административного подчинения Киквидзенского поселкового совета

## География
Хутор находится на юго-западе Киквидзенского района в пределах Хопёрско-Бузулукской равнины, являющейся южным окончанием Окско-Донской низменности, на левом берегу реки Бузулук, на высоте около 95 метров над уровнем моря. Почвы — пойменные нейтральные и слабокислые и чернозёмы обыкновенные.
По автомобильным дорогам расстояние до областного центра города Волгоград составляет 300 км, до районного центра станицы Преображенской — 27 км.
Климат
Климат умеренный континентальный (согласно классификации климатов Кёппена — Dfb). Многолетняя норма осадков — 454 мм. В течение города количество выпадающих атмосферных осадков распределяется относительно равномерно: наибольшее количество осадков выпадает в июне — 53 мм, наименьшее в марте — 24 мм. Среднегодовая температура положительная и составляет +6,6 °С, средняя температура самого холодного месяца января −9,4 °С, самого жаркого месяца июля +21,7 °С.
Часовой пояс
Озерки, как и вся Волгоградская область, находится в часовой зоне МСК (московское время). Смещение применяемого времени относительно UTC составляет +3:00.

## Население
Динамика численности населения по годам:
| 1915 | 1987 | 2010 |
| ---- | ---- | ---- |
| 134  | ≈590 | 589  |